# Sensor de posición
Un sensor de posición es un sensor que detecta la posición de un objeto. Un sensor de posición puede indicar la posición absoluta del objeto (su ubicación) o su posición relativa (desplazamiento) en términos de recorrido lineal, ángulo de rotación o espacio tridimensional. Los tipos comunes de sensores de posición incluyen los siguientes:
- Sensor de desplazamiento capacitivo[1]
- Sensor de corrientes de Foucault
- Sensor de efecto Hall[2]
- Sensor inductivo[3]
- Vibrómetro láser Doppler (óptico)
- Transformador diferencial variable lineal (LVDT)
- Matriz de fotodiodos[4]
- Transductor piezoeléctrico ( piezoeléctrico )[5]
- Codificadores de posición :
  - Codificador absoluto[6]
  - Codificador incremental
  - Codificador lineal
  - Codificador rotativo[7]
- Potenciómetro[8]
- Sensor de proximidad (óptico)
- Potenciómetro de cuerda[9] (también conocido como codificador de cuerda o transductor de posición de cable )[10]
- Sensor de ultrasonidos
- Sistema de posicionamiento
- Distanciómetro[11]